# Listă de localități din raionul Cimișlia
Această listă conține satele și orașele din raionul Cimișlia, Republica Moldova.
| Denumire         | oraș / centru de comună / sat             |
| ---------------- | ----------------------------------------- |
| Albina           | centru de comună                          |
| Artimonovca      | sat în comuna Javgur                      |
| Batîr            | sat (comună)                              |
| Bogdanovca Nouă  | sat în Cimișlia                           |
| Bogdanovca Veche | sat în Cimișlia                           |
| Cenac            | sat (comună)                              |
| Cimișlia         | oraș, reședință de raion                  |
| Ciucur-Mingir    | sat (comună)                              |
| Codreni          | centru de comună                          |
| Coștangalia      | sat în comuna Ecaterinovca                |
| Dimitrovca       | sat în Cimișlia                           |
| Ecaterinovca     | centru de comună                          |
| Fetița           | sat în comuna Albina                      |
| Gradiște         | centru de comună                          |
| Gura Galbenei    | sat (comună)                              |
| Hîrtop           | centru de comună                          |
| Ialpug           | sat în comuna Hîrtop                      |
| Ialpujeni        | centru de comună                          |
| Iurievca         | sat în comuna Gradiște                    |
| Ivanovca Nouă    | sat (comună)                              |
| Javgur           | centru de comună                          |
| Lipoveni         | centru de comună                          |
| Marienfeld       | sat în comuna Ialpujeni                   |
| Maximeni         | sat în comuna Javgur                      |
| Mereni           | sat în comuna Albina                      |
| Mihailovca       | sat (comună)                              |
| Munteni          | sat în comuna Lipoveni                    |
| Porumbrei        | centru de comună                          |
| Prisaca          | sat în comuna Hîrtop                      |
| Sagaidac         | sat (comună)                              |
| Sagaidacul Nou   | sat în comuna Porumbrei                   |
| Satul Nou        | sat (comună)                              |
| Schinoșica       | sat în comuna Lipoveni                    |
| Selemet          | sat (comună)                              |
| Suric            | sat (comună)                              |
| Topala           | sat (comună)                              |
| Troițcoe         | sat (comună)                              |
| Valea Perjei     | sat (comună)                              |
| Zloți            | sat în comuna Codreni, stație cale ferată |